# A Film for ××
『A Film for ××』（エー・フィルム・フォー）は、浜崎あゆみが1999年9月15日にリリースした初の映像作品集。本作と次作『A clips』のみVHSでの発売となる。

## 概要
デビューシングル「poker face」から5thシングル「Depend on you」までと、9thシングル「Boys & Girls」のビデオクリップに加え、1stアルバム『A Song for ××』のTV CM2バージョンと、『ayu-mi-x』のTV CMを収録している。
タイトルはアルバム『A Song for ××』にちなんでいる。

## 曲目
1. poker face (video clip)
2. YOU (video clip)
3. Trust (video clip)
4. For My Dear... (video clip)
5. Depend on you (video clip)
6. A Song for ×× (TV-CM A Song for ×× version)
7. A Song for ×× (TV-CM POWDER SNOW version)
8. ayu-mi-x (TV-CM)
9. Boys & Girls (video clip)